# Bueng Khong Long (huyện)
Bueng Khong Long (tiếng Thái: บึงโขงหลง) là một huyện (amphoe) tỉnh Bueng Kan, đông bắc Thái Lan. Trước đây huyện này thuộc tỉnh Nong Khai.

## Lịch sử
Tiểu huyện được tách ra từ huyện Seka ngày 7 tháng 1 năm 1986. Đơn vị này đã được nâng cấp thành huyện ngày 4 tháng 11 năm 1993.

## Địa lý
Các huyện giáp ranh (từ phía nam theo chiều kim đồng hồ) là Ban Phaeng và Na Thom của tỉnh Nakhon Phanom, và Seka và Bung Khla của tỉnh Nong Khai. Về phía đông qua sông Mekong là tỉnh Bolikhamxai của Lào.

## Hành chính
Huyện này được chia thành 4 phó huyện (tambon), các đơn vị này lại được chia ra thành 51 làng (muban). Bueng Khong Long là một thị trấn (thesaban tambon) nằm trên một phần của tambon Bueng Khong Long và Pho Mak Khaeng. Có 4 Tổ chức hành chính tambon.
| STT | Tên              | Tên tiếng Thái | Số làng | Dân số |  |
| --- | ---------------- | -------------- | ------- | ------ |  |
| 1.  | Bueng Khong Long | บึงโขงหลง       | 17      | 9.703  |  |
| 2.  | Pho Mak Khaeng   | โพธิ์หมากแข้ง     | 13      | 11.924 |  |
| 3.  | Dong Bang        | ดงบัง           | 10      | 6.388  |  |
| 4.  | Tha Dok Kham     | ท่าดอกคำ        | 11      | 6.701  |  |